# Le Vagabond (album)
Pour les articles homonymes, voir Le Vagabond.
 (novembre 2024).
Si vous disposez d'ouvrages ou d'articles de référence ou si vous connaissez des sites web de qualité traitant du thème abordé ici, merci de compléter l'article en donnant les références utiles à sa vérifiabilité et en les liant à la section « Notes et références ».
Albums de Claude François
Pour les jeunes de 8 à 88 ans
(1976) Je vais à Rio
(1977)
Singles
1. Cette année-là
Sortie : juillet 1976
2. Le Vagabond
Sortie : Octobre 1976
3. Quelquefois
Sortie : Janvier  1977

Le Vagabond est le vingt-troisième album studio de Claude François sorti en 1976 et qui comprend notamment le titre Cette-année là qui sera un immense tube « mémoriel » et une de ses premières chansons disco.

## Pistes
Les douze pistes de cet album sont :
| No  | Titre                                                               | Auteur                                                 | Durée |
| --- | ------------------------------------------------------------------- | ------------------------------------------------------ | ----- |
| 1.  | Le Vagabond (Titre original : Drie zomers lang)                     | Cyril Assous, Gerrit den Braber                        | 3:57  |
| 2.  | Ma meilleure amie (Titre original : You're My Best Friend)          | Wayland B. Holyfield                                   | 2:39  |
| 3.  | C'est le reggae (Titre original : Reggae Like It Used to Be)        | Frank Musker, Dominic Bugatti                          | 2:57  |
| 4.  | Je cherche toujours demain                                          | Gilbert Sinoué, Jeff Barnel, Bernard Liamis            | 2:53  |
| 5.  | Il ne t'aime pas (Titre original : He Will Break Your Heart)        | Jerry Butler, Calvin Carter, Curtis Mayfield           | 3:12  |
| 6.  | Danse ma vie                                                        | Pierre Delanoë, Jean-Pierre Bourtayre, Claude François | 3:50  |
| 7.  | Quelquefois (duo avec Martine Clémenceau)                           | Vline Buggy, Jean-Pierre Bourtayre, Claude François    | 3:33  |
| 8.  | Laisse une chance à notre amour (Titre original : Now Is the Time)  | Biddu                                                  | 3:19  |
| 9.  | Mandy (Titre original : Brandy)                                     | Scott English, Richard Kerr                            | 3:26  |
| 10. | Dimanche après-midi (Titre original : Afternoon Delight)            | Bill Danoff                                            | 2:15  |
| 11. | Savoir ne rien savoir                                               | Yves Dessca, Jean-Pierre Bourtayre, Claude François    | 3:41  |
| 12. | Cette année-là (Titre original : December, 1963 (Oh, What a Night)) | Judy Parker, Bob Gaudio                                | 3:13  |